# Stagnicola elodes
Stagnicola elodes är en snäckart som först beskrevs av Thomas Say 1821.  Stagnicola elodes ingår i släktet Stagnicola och familjen dammsnäckor. IUCN kategoriserar arten globalt som livskraftig. Inga underarter finns listade i Catalogue of Life.